# Arthur Simms
Pour les articles homonymes, voir Simms.
 (février 2022).
Si vous disposez d'ouvrages ou d'articles de référence ou si vous connaissez des sites web de qualité traitant du thème abordé ici, merci de compléter l'article en donnant les références utiles à sa vérifiabilité et en les liant à la section « Notes et références ».
Arthur Simms, né en 1953 à Baltimore, Maryland, et mort en 1987, est un chanteur et acteur américain.
Doté d'une voix exceptionnelle et très puissante notamment dans les aigus, il a connu son plus grand succès avec la chanson It's Only Mystery (1985), sur la BO du film Subway de Luc Besson (1985). Il joue également dans ce film en interprétant le chanteur de cette chanson, ainsi que de l'autre chanson du film, Guns And People. Il mettra ensuite ses talents de chanteur et d'ingénieur du son au service d'artistes parmi lesquels on compte Tony Curtis, Nana Mouskouri et Éric Serra.
Il forme avec son frère John un duo de choristes qui a accompagné Michel Jonasz. À sa mort, ce dernier lui dédiera une chanson, Arthur, présente sur l'album Où est la source ? (1992), qu'il joue depuis fréquemment sur scène avec beaucoup d'émotion, et dont l'un des extraits dit : « On en a passé des nuits blanches à parler, chaque seconde avait le goût de l'éternité, où va l'homme, où est l'amour, qu'est-ce que c'est d'aimer ? Maintenant tu as la réponse… »

## Biographie

### Jeunesse
Né à Baltimore en 1953, dans le Maryland, Arthur est issu d'une famille de 14 enfants (neuf garçons et cinq filles). Isaac Oliver Simms, son père, est un chanteur local très populaire à la fin des années 30 et 40, avec son groupe de gospel The Spirituals Chords.
Arthur est un chanteur-né. Promis à une grande carrière de pianiste classique, il donne, à 14 ans, sa première leçon de guitare à son frère John. Adolescent, sa voix lui permet déjà d'être soliste au sein d'une chorale de Gospel dans une église catholique. Bien qu'encore très jeunes, les deux frères jouent en compagnie d'un de leurs neveux, John à la guitare, Arthur au piano et Larry au chant. Plus tard, The Softones sont formés avec Arthur, Vance, Larry et Marvin Brown. John intégrera le groupe peu de temps après.
Durant six ans, Arthur étudie au Peabody Conservatory of Music de Baltimore (États-Unis) et obtient une bourse d'études dont l'attribution est basée sur les aptitudes. En 1970, un an avant d'être diplômé Valedictorian du Baltimore City College High School, il reçoit la médaille Renselaer, attribuée pour ses études en sciences et mathématiques.
Arthur est un élève brillant. La même année, il est récompensé par l'Abex Achievement scholarship délivré pour les langues modernes par l'Oberlin College. Puis après avoir eu sa licence en 1977, il obtient le Thomas J Watson Fellowship, une bourse d'études pour faire son doctorat en littérature franco-africaine, ce qui le pousse à venir s'installer en France pour poursuivre ses études. Parallèlement à celles-ci, Arthur travaille à Paris, dans de nombreuses sessions d'enregistrement en studio, pour des têtes d'affiche françaises.

### Carrière
En 1979, Arthur invite son frère Johnny (qui était en Allemagne) à le rejoindre à Paris. À nouveau réunis, ils se produisent tous les soirs dans le quartier des Halles, et régulièrement dans la boîte tenue par le légendaire bluesman Memphis Slim, le Memphis Melodie.
Au cours de l'année, leur père tombe gravement malade ; ils repartent aux États-Unis. Alec Constandinos reprend contact et leur propose d'enregistrer un album dans les studios DawnBreaker, au sud de la Californie. Isaac Oliver Simms meurt avant la fin de l'enregistrement.et ne peut assister au succès de l'album John and Arthur Simms, chaleureusement accueilli par le magazine Billboard comme découverte à suivre, qui se classe no 36 au top 100.
Arthur décide de retourner à Paris, rejoint quelque temps plus tard par John. Ils retrouvent le Memphis Mélodie et, cette fois, sont très vite repérés pour leur talent. Ils entament alors une carrière de choristes pour un grand nombre d'artistes français.

### Collaboration
Au cours de leur carrière, ils ont travaillé l’un ou l’autre avec Dalida, Gabriel Yared, Marc Cerrone, Michel Jonasz, Éric Serra, Jacques Dutronc, Mireille Mathieu, Chagrin d'amour, Catherine Lara, Françoise Hardy, Nana Mouskouri, Yves Simon, Corine Marienneau, Louis Bertignac, Saint-Preux… Il y a toutefois confusion quant à leur participation aux album de Serge Gainsbourg : Love on the Beat et Serge Gainsbourg Live, au Casino de Paris en 1986. Il s'agit en fait ici des choristes homonymes George Simms et son frère Frank (qui ont aussi travaillé par ailleurs avec David Bowie), ainsi que de leur frère Steve.
Ils participent également aux films Le Grand Carnaval d’Alexandre Arcady, Urgence de Gilles Béhat ou encore Lune de miel aux côtés de Nathalie Baye, Paul Ives, Robert Charlebois et Boris Bergman, avec en point d'orgue l'interprétation d'Arthur dans Subway, de Luc Besson, pour les célèbres titres : It's Only Mystery et Guns Don't Kill People.
Arthur Simms meurt du sida en 1987 à 34 ans ; son frère John continue sa carrière.

## Filmographie
- 1983 : Le Grand Carnaval
- 1985 : Subway
- 1985 : Urgence